# Encentrum nikor
Encentrum nikor is een raderdiertjessoort uit de familie Dicranophoridae. De wetenschappelijke naam van deze soort is voor het eerst geldig gepubliceerd in 1938 door Paw?owski.